# 명원황후
명원황후 곽씨(明元皇后 郭氏, ? ~ 263년)는 중국 삼국 시대 위(魏)의 제 2대 황제 조예(曹叡)의 두 번째 황후이다.

## 생애
서평(西平) 출신으로, 하우(河右)의 호족의 딸이었으나, 현지에서 일어난 반란에 연좌되어 신분을 박탈당한 뒤 후궁에 편입되었다. 조예(曹叡)가 황제에 즉위한 뒤, 곽씨는 총애를 받아 곧 부인(夫人)이 되었으며, 조예가 중병에 빠지자 황후가 되었다. 조방(曹芳)이 황제에 즉위하자, 명원황후는 황태후(皇太后)에 책봉되었으며, 영녕궁(永寧宮)으로 불리게 되었다.
조예 이후 세 명의 황제 (조방 · 조모(曹髦) · 조환(曹奐))가 어려 문무백관들이 먼저 곽태후의 뜻을 물은 뒤 정책을 시행하는 수렴청정을 했지만, 실질적인 권한은 정권을 잡고 있던 사마씨(司馬氏) 일족에게 있었다. 또한, 외형상 '곽태후가 자신에게 밀명을 내렸다고 주장하는 경우'가 있었는데, 관구검(毌丘儉)이나 종회(鍾會)가 봉기를 일으킬 당시나, 사마사(司馬師)가 조방을 폐위시킬 당시에 사용되었다.
조방이 폐위된 이후, 사마사는 팽성왕(彭城王) 조거(曹據)를 천거했으나, 곽태후는 태묘(太廟)의 소목(昭穆)을 이유로 고귀향후(高貴鄕侯) 조모를 추천했다. 총명하고 재능이 빼어남으로 인해 조모가 황제에 오르는 것을 꺼렸던 사마사는 곽태후와 불목하였으나, 결국 곽태후의 의견대로 조모가 황제에 즉위하게 되었다. 그러나 조모는 이후 사마사에 이어 정권을 잡은 사마소(司馬昭)를 죽이려다가 발각되어 심복 가충(賈充)에게 살해당했고, 이 당시에도 사마소는 '곽태후가 자신에게 밀명을 내렸다고 주장'하였다.
경원(景元) 4년(263년) 12월 62세의 나이로 세상을 떠났으며, 다음 해 2월 고평릉(高平陵)의 서쪽에 배장(陪葬)되었다.

## 같이 보기
- 삼국지 인물 목록